# SimCopter

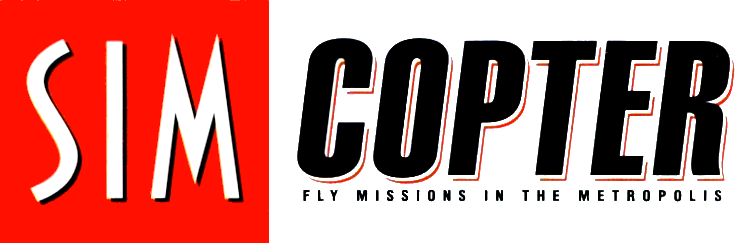
é relevante para este artigo pois, apresenta a logo do jogo citado.

SimCopter é um simulador de voo de 1996 produzido pela Maxis. Este jogo é uma versão em 3D dos cenários habituais dos jogos da Maxis. Assim como Streets of SimCity, SimCopter permite a importação de mapas feitos no SimCity 2000. É também o primeiro jogo a fazer uso a linguagem oficial Sim, o Simlish.

## Helicópteros
Os helicópteros disponíveis no jogo são:
- Schweizer 300
- Bell 206 JetRanger
- McDonnell Douglas MD 500
- McDonnell Douglas MD 520 NOTAR
- Bell 212
- Augusta A109
- Dauphin 2
- McDonnell Douglas Explorer
- Boeing AH-64 Apache